# Lechea intermedia
Lechea intermedia är en solvändeväxtart som beskrevs av Leggett, Nathaniel Lord Britton och Hollick. Lechea intermedia ingår i släktet Lechea och familjen solvändeväxter.

## Underarter
Arten delas in i följande underarter:
- L. i. depauperata
- L. i. juniperina
- L. i. laurentiana